# Oligopleura diversicola
Oligopleura diversicola là một loài bướm đêm trong họ Geometridae.